# Musée du Cinéma - Henri Langlois
Musée du Cinéma – Henri Langlois (Muzeum filmu Henriho Langoise) bylo filmové muzeum v Paříži. Bylo umístěno v Palais de Chaillot v 16. obvodu. Muzeum se zaměřovalo na dějiny filmu. Muzeum se stalo součástí dnešní Cinémathèque française.

## Historie
Muzeum založil v roce 1972 Henri Langlois (1914–1977), filmový nadšenec, který se podílel i na vzniku Cinémathèque française. Muzeum představovalo historii filmu od počátků až po současnost ve Francii i v zahraničí. Sbírky zahrnovaly přes 5000 předmětů souvisejících s filmem jako kamery, scénáře, fotografie, kostýmy Rudolpha Valentina a Marilyn Monroe a filmy.
Muzeum bylo poškozeno při požáru paláce Chaillot 22. července 1997 a následně uzavřeno. Jeho sbírky převzala Cinémathèque française.